# XIII Congresso panucraino dei Soviet
Il Tredicesimo Congresso panucraino dei Soviet dei deputati degli operai, dei braccianti e dei soldati dell'Armata Rossa si tenne a Kiev dal 15 al 22 gennaio 1935.